# OK 사인

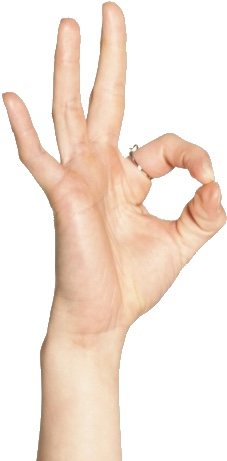
OK 사인

OK 사인 이모지

OK 사인(symbol/emoji: "👌")은 제스처 중 하나이다. 엄지손가락과 집게손가락을 O 모양으로 만들며, 나머지 손가락은 핀다. 영어권 국가에서는 보통 동의, 찬성, 괜찮음, 좋음 등을 의미하는 Okay를 나타낸다. 일반적으로 잠수 하기전 잠수 준비가 모두 완료되었다는 뜻으로 사용된다. 국가나 문화에 따라 부정적인, 공격적인, 수를 나타내는, 종교적인, 정치적인 의미 혹은 아무 의미를 지니지 않을 수 있다.

## 긍정적인 의미

### 고대의 용례

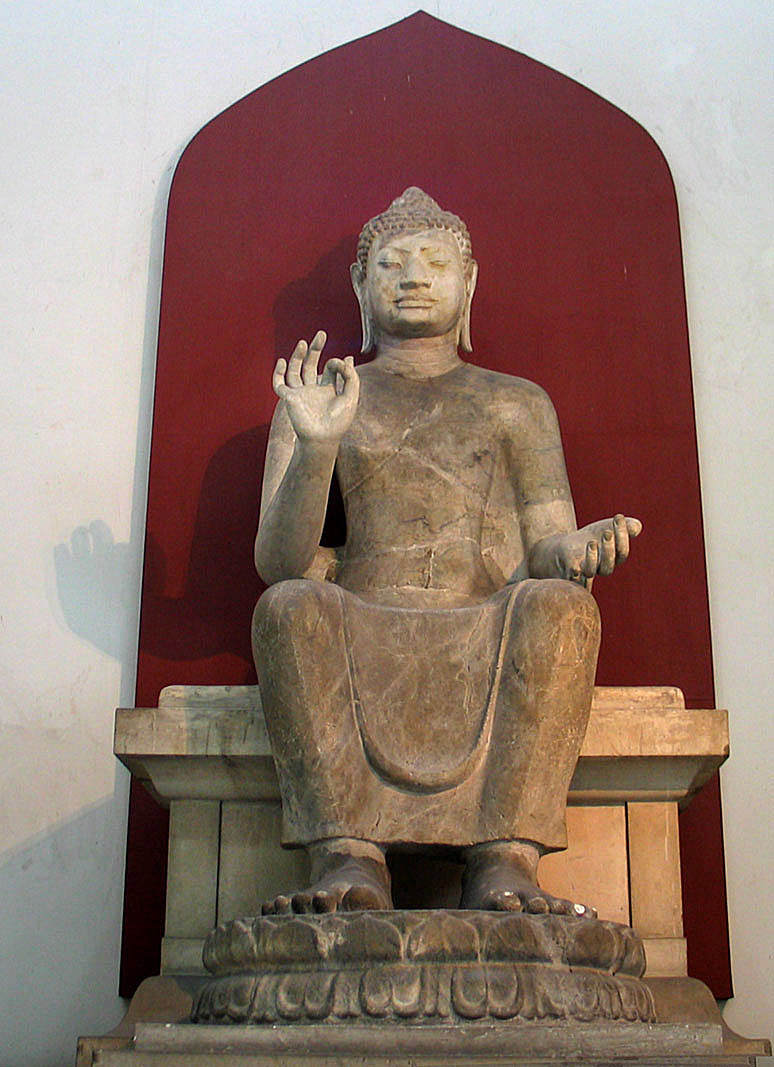
설법인 자세를 취하고 있는 석가모니 조각상

기원전 5세기 그리스에서 엄지와 검지를 붙인 제스처를 한 모습을 볼 수 있다. 그리스 도기에 사랑을 표현하기 위해 그려졌는데 이는 입맞춤하는 모습을 손가락으로 따라한 것이다. 고대 그리스에서 다른 사람에게 OK 사인을 내민다는 것은 그 사람을 사랑한다는 의미이다. 만들어진 O 모양보다 나머지 손가락 끝들로 상대방을 만짐으로써 사랑의 감정을 교류한다.  찬성과 동의의 뜻으로는 1세기 로마제국 수사학자인 퀸틸리아누스가 사용한 기록이 있다. 퀸틸리아누스는 연설을 할 때 OK 사인을 다양하게 사용했다. 연설을 시작할 때, 경고할 때, 칭찬할 때, 비난할 때, 연설을 끝마칠 때 등 다양하게 사용했다.
동시대에, 불교와 힌두교에서는 OK 사인을 내적 완벽함의 상징으로 이용했다. 동물행동학자인 데즈먼드 모리스는 접힌 엄지와 검지는 무언가를 꽉 잡고 있는 모습으로 정밀함을 의미하고 만들어진 O 모양은 원을 의미해 완벽함의 본보기를 나타낸다고 주장했다. 이를 통해 OK 사인은 완벽, 정확의 의미를 지니게 되었다.
나폴리에서는 주변 그리스의 영향을 받아 손바닥을 위로 젖힌 OK 사인이 사랑과 혼인의 의미로 쓰였다. 반면 손바닥을 아래로 젖히면 정의를 나타냈다. 이탈리아 전역에서 OK 사인은 담론 시 정확성을 표현하기 위해 대화할 때 강조의 표시로 사용한다. 손가락들이 하늘을 향해 뻗어있는 상태는 상징의 의미로 통용된다.
영어권 문화에서 처음으로 사용된 기록은 영국의 의사이자 철학자인 존 불워의 1644년 '수상학(Chirologia)'이다. OK 사인을 '말하는 동작과 그 몸짓으로 구성된 손의 자연어'라고 묘사했다. 존 불워는 Ok 사인은 '검지의 윗 부분을 엄지의 손톱에 맞닿게 이동하고 나머지 손가락들은 그대로 둔 자세'라고 묘사했고, 대화, 구별 혹은 찬성하기 위해 적절한 자세라고 설명했다.

### "OK"

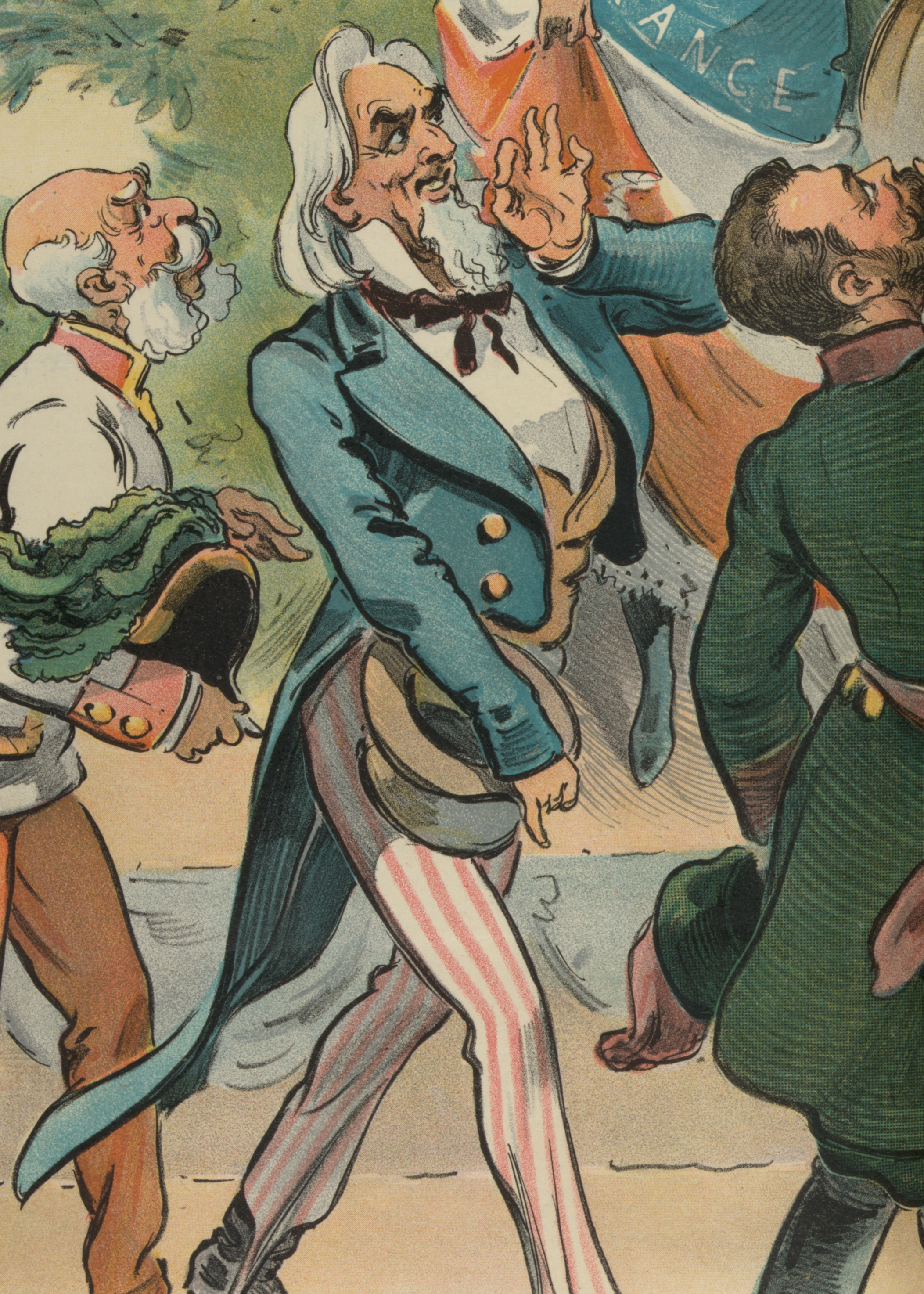
1900년 만국박람회에서 OK 사인을 한 엉클 샘을 그린 만화

19세기 초반 미국에서 OK 사인은 원 모양(O)과 나머지 손가락들로 만들어진 모양(K)에서 OK라는 의미를 가졌다. 정확히 어떻게 OK사인이 만들어지고 O와 K에 대응하게 되었는지는 알려지지 않았으나 영국의 교수인 알렌 워커 리드는 OK 사인이 1839년 보스턴 포스트의 만화 삽화에서 OK가 모두 맞다는 의미를 가지게 되었다고 주장했다. 모두 맞다(All Correct)의 이니셜인 AC를 일부러 틀리게 동음인 OK로 쓰면서 그 의미를 가지게 되었다고 했다. 여러 다른 보스턴, 뉴욕, 필라델피아의 언론들도 'all correct'를 'oll korrect'로 쓰면서 그 표현과 의미가 확산되었다.
이듬해 민주당에서 1840년 미국 대통령 선거 마틴 밴 뷰런의 당선을 위해 OK 사인을 사용했다. 마틴 밴 뷰런은 뉴욕 킨더후크 출신으로 별명이 'Old Kinderhook'였다. OK는 이러한 별명의 이니셜이었고 뷰런은 찬성의 의미와 함께 꾸준히 인기를 얻었다. 뉴욕에서, 뷰런의 지지자들은 O.K 민주당 클럽을 만들었고 OK 사인을 '올드 킨더후크는 모두 맞다.'(Old Kinderhook is all correct,)라는 문구와 함께 사용했다. 문구와 제스처는 신문의 정치 만화를 통해 전국적으로 확산되었고 표현 또한 널리 퍼졌다. 뷰런이 윌리엄 헨리 해리슨에 패하면서, OK는 '엄청난 재앙'(Owful Kalamity) 또는 '엄청난 비극'(Owful Katastrophe)의 의미로 풍자되었다.
뷰런의 패배와 O.K. 민주당 클럽의 해산되었어도 OK 사인은 미국 전역으로 '모두 괜찮다' 혹은 '좋다'의 의미로 사용됐다. 제스처로서 OK는 말로하는 OK보다 더 긍정적인 의미를 지니게 되었다. '음식이 나쁘지 않다.(The food is OK.)'와 같이 기본적인 수준만 만족하는 평범한 상황에서도 OK를 사용할 수 있다. OK 사인은 찬성의 의미로 보통 사용되고 , 엄지손가락을 올리는 제스처와 같은 뜻으로 사용된다.
3세기 때부터 정치에서 사용되었으며 21세기에도 오바마 등 여러 정치인들이 사용하고 있다.

### 스쿠버 다이빙

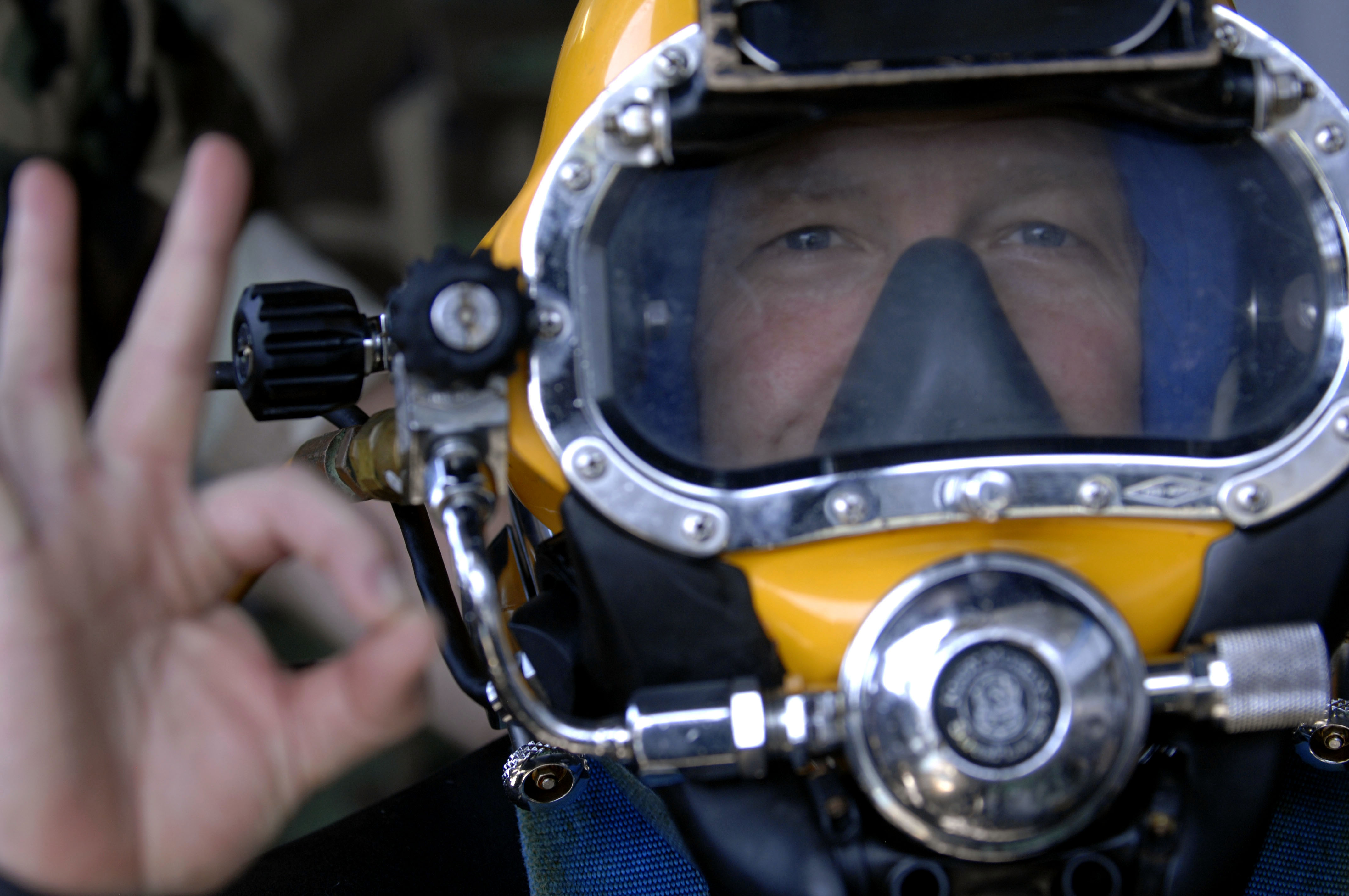
'이상 없다'는 뜻의 스쿠버 다이빙 OK 사인

스쿠버 다이빙에서 OK 사인은 '모든 것이 괜찮다.' 혹은 '이상 없다'의 뜻으로 쓰인다. 엄지손가락을 위로 올리는 제스처는 상승해야한다는 뜻으로 구별되게 OK 사인을 사용한다. 또한, OK 사인은 상태 확인용으로 이상이 없는 지 묻는 질문과 질문에 이상이 없다는 대답을 하기 위해 사용된다.
OK 사인이 안보이는 거리에서는 OK 사인 대안으로 손 하나를 정수리에 올리고 팔꿈치는 바깥을 향하게 하거나 두 팔을 머리 위로 모아 O 모양을 그리는 신호를 사용한다. 두 팔을 머리 위로 모아 O 모양을 만드는 제스처는 일본에서 괜찮다는 의미를 표현할 때 사용하는데 한 손으로 하는 OK 사인은 돈을 의미하기 때문이다. 두 팔로 OK 사인하는 제스처는 2010년 유니코드에 'Face With OK Gesture'(U+1F646 "🙆") 이름으로 추가되었고 2015년에 이모지 1.0에 추가되었다.

### 돈

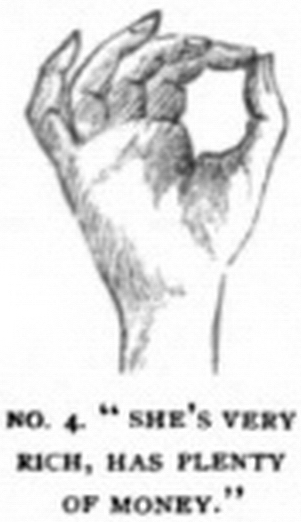
1880년대 멕시코에서 재력의 의미로 쓰인 OK 사인.

일본에서, OK 사인은 돈을 나타낸다. 손가락의 동그란 모양이 동전과 비슷하기 때문이다. OK 사인은 돈에 대해 직접적으로 말하기 꺼려지거나 묻기 불편할 때도 사용한다. 다른 맥락에서, 뇌물 등의 불법적인 거래나 영업 협상을 시작하기 위한 신호로 사용된다.
다른 국가에서도 OK 사인이 돈, 금융 거래, 재력, 물건의 가격 등을 나타내기도 한다.19세기 후반 다른 사람의 재력 및 신분을 나타내기 위해 OK 사인을 사용한 기록이 있다.

### 무드라

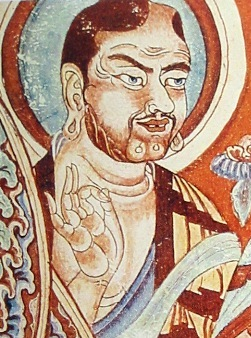
9세기 타림 분지에서 설법인 자세를 그린 벽화

요가에서 엄지와 검지로 O 모양을 만들고 나머지 손가락은 핀 채 손바닥을 바닥으로 향하면 "친 무드라(의식의 손짓)", 손바닥을 위로 향하면 "즈나나 무드라(지혜의 손짓)"이라 한다. 일부 분파에서는 서로를 반대로 한다. 친 무드라는 뿌리 깊은 느낌의 미묘한 느낌을 생성하고 즈나나 무드라는 가벼움을 생성한다고 주장한다. 또는 전자는 능동적으로 느낌을 주는 위치에 후자는 수동적으로 받는 위치에 있다고 말한다. 이런 자세에서 중지, 약지, 새끼손가락은 아트만과 브라흐만을 결속시키거나 개인과 우주의 조화를 시켜주는 3 가지 구나를 의미한다. 엄지와 검지는 자의식의 결속을 의미한다. 불교에서 OK 사인은 설법인 자세라고 하며 설법을 강조할 때 사용한다.

## 수화
대부분의 수화는 신체언어, 표정 등과 함께 손 모양, 행동, 다른 신체 부위와의 관계를 통해 소통한다. 다른 수화들과 같이, OK 사인도 다른 요소들과 함께 결합되어 여러 가지 의미를 나타낸다.

### 수도원 수화
10세기 유럽에서 엄지와 검지를 통해 고리 모양을 만들고 나머지 손가락은 편 손 동작은 종교적 의식과 우상을 나타내기 위해 침묵의 맹서 아래 기독교 수도승들이 수도원 수화 사용했다. 예를 들어, OK 사인을 몸 앞에 계속 두는 건 신에 대한 봉헌을 의미했다. 입을 만지면 식사를 하자는 것을 의미했다. O로 시작하는 찬가들이 많아서 OK 사인을 한 채 책에 손바닥을 펼치면 찬송가집을 가리켰다. 엄지와 검지가 누군가의 특정한 옷이나 신체 부위를 잡고있으면 잡고 있는 것에 따라 그 의미가 달랐다. 카울 후드는 수도승, 머리카락은 말, 왼손은 양피지 문서를 의미했다.

### 플레인즈 인디언 수화

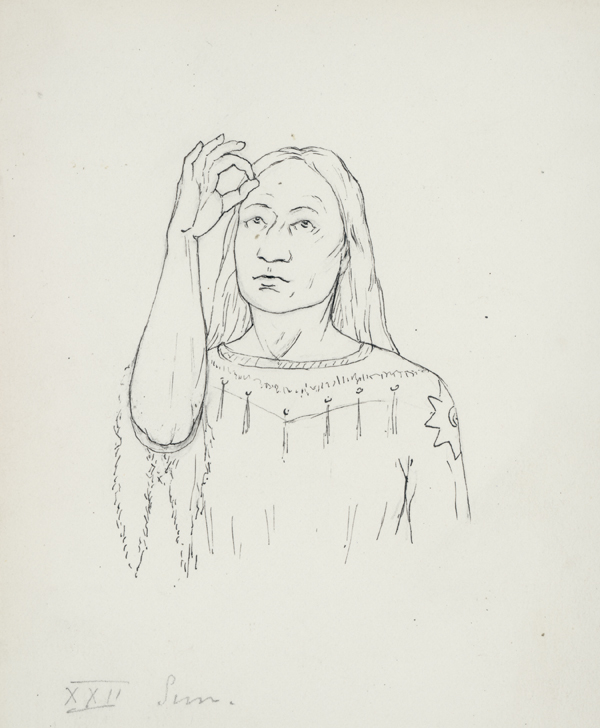
1880년에 그려진 플레인즈 인디언 수화로 태양를 나타내고 있는 모습

북아메리카 플레인즈 인디언 수화(PISL)에서 얼굴 앞에서 OK 사인을 만들거나 태양의 궤적따라 호를 그리면 태양을 나타낸다. 하늘을 향해 만들고 그 구멍 사이를 투시해보면 이는 한낮을 말한다. 1888년에 발간된 캐나다 거주 학교 신문 'Our Forest Children'의  플레인즈 인디언 수화 입문서에서 왼손은 해돋이, 오른손은 해넘이를 가리킨다고 했다. 실을 뽑거나 고무줄을 당기는 것처럼 더 복잡한 동작을 하면 죽음 혹은 구체적으로 오랜 세월 후 죽는다 것을 의미한다."

### 미국 수화
미국 수화(ASL)에서 OK 사인은 어떻게 적용되는가에 따라 다양한 뜻을 가진다. 엄지와 검지로 꼬집는 동작은 보통 작은 것을 의미한다. 예를 들어, 벌레가 주위를 날아다니는 동작을 하면서 엄지와 검지로 꼬집는 동작을 가지면 "파리"를 의미한다. 또한, 무언가를 집어 올려놓는 것처럼 한 쪽에서 다른 쪽으로 이동하면 이는 무언가를 정한다는 것을 의미한다. 엄지와 검지를 반대 손이 만든 구멍에 넣으면 이는 투표를 의미한다. 선거를 의미하는 제스처는 투표와 정하는 제스처를 연속으로 하면서 만든다.

### 지문자

미국 지문자로 나타낸 알파벳 F

농문화에서, 엄지와 검지를 맞닿는 것은 지문자로 다양한 철자를 의미한다. 미국 지문자로는 알파벳 'F'를, 아일랜드와 프랑스에서는 G를 의미한다. 우크라이나처럼 키릴 문자 체계를 기반으로 한 수화에서는 동그란 모양을 따라 모음 O를 의미한다. 유사하게, 한글 지문자로도 동그란 모양을 따라 'ㅇ' 의미한다. 일본 지문자(指文字 )에서는 'め'(메)를 의미한다. 몇몇 지문자 체계들은 단순히 엄지와 검지를 붙이는 것만 요구되는 것이 아니라 엄지와 검지가 만드는 원 모양의 크기나 나머지 손가락들이 펴져있는 모양도 요구된다. 예를 들어, 일본 지문자의 め는 엄지와 검지가 동그란 모양을 만들기보다는 약간 가느다란 모양이다.

### 숫자
미국 수화에서 OK 사인을 한 채 손바닥을 발화자에 등지고 고정된 자세로 있으면 숫자 9를 의미한다. 미국 수화에서 각각의 손가락은 1에서 5까지를 의미하고 엄지와 맞닿으면 새끼손가락은 6, 약지는 7, 중지는 8, 검지는 9를 의미한다. OK 사인을 왼쪽에서 오른쪽으로 흔들면 숫자 19를 의미한다.
플레인즈 인디언 수화에서 OK 사인은 태양을 나타내는 데 사용되는 동작보다 약간 낮게 잡았을 때 숫자 3을 나타낸다 중국 일부 지역에서도 숫자 3을 의미하는 경우가 있다. 보통 중국 남부 지방에서 주로 사용한다. 북부 지방은 다른 나라들처럼 검지, 중지, 약지를 들어 3을 표현한다. 두 방법 모두 엄지, 검지, 중지를 들어 숫자 3을 표현하는 유럽 본토와는 차이가 있는데, 이는 그러한 동작은 타이완과 중국 본토에서 숫자 8을 나타내기 때문이다.
그리스 로마 수화에서 OK 사인은 숫자 10, 30, 100, 300을 의미하는데, 사용된 손과 엄지와 검지의 정확한 접촉 지점에 따라 정확한 숫자가 결정된다.

## 부정적인 의미

### 문화적 맥락

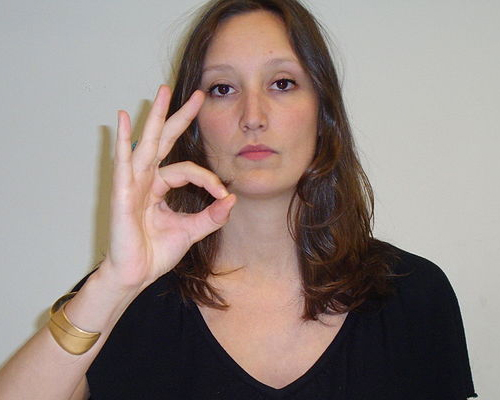
프랑스와 같은 나라에선 OK 사인이 상황에 따라 의미가 다르므로 얼굴 표정과 함께 해석한다..

전세계적으로 OK 사인이 동의의 뜻으로 사용되고있지만 일부 지역에서는 부정적이거나 모욕적인, 성적인 뜻을 내포한다. 일본에서는 부를 의미하는 반면, 프랑스와 튀니지에서는 "O"모양처럼 숫자 0을 의미한다. 터키, 튀니지, 그리스와 같은 지중해 연안 여러 국가들과 중동, 독일 일부 지역, 라틴 아메리카에서는 OK 사인이 항문과 닮아서 모욕적인 언사(You are an asshole) 혹은 동성애의 행위와 같은 성적인 뜻으로 해석될 수 있다. 브라질에서는 중지를 올리는 것과 같은 뜻으로 사용된다.
쿠웨이트와 다른 중동 지역에서 OK 사인을 흔드는 것은 악마의 눈을 의미해서 저주나 위협, 비난할 때 사용한다.
몇몇 지역에서는 OK 사인은 긍정적인 뜻, 부정적인 뜻 둘 다 내포하여 상황에 따라 해석이 다르게 되는 경우가 있다. OK 사인이 역사적으로 부정적인 뜻을 가진 지역에서는 미디어의 영향과 시대가 변하면서 젊은 세대들이 OK 사인을 긍정적인 의미로 사용하는 경우가 있다. 미국 문화가 널리 퍼진 프랑스에서는 남부 지역은 그대로 가치 없다는 부정적인 뜻으로 쓰이나 북부 지역에서는 긍정적인 의미로 쓰인다. 혼동을 막기 위해 프랑스인들은 OK 사인을 할 때 자세나 표정 등 추가적인 발화 단서를 사용해 의미를 명확하게 한다. OK 사인의 긍정적인 의미가 쉽게 받아들여지지 않는 다른 지역들도 있다. 예를 들어 1950년대 미국의 부통령이었던 리처드 닉슨이 브라질에 방문 당시 OK 사인을 하면서 비행기에 내렸다. 리처드 닉슨은 상파울로 사람들과 친선의 목적으로 제스처를 취한 것이지만 대중들은 이를 모욕적인 행위로 받아들였다.

### 써클 게임(Circle game)

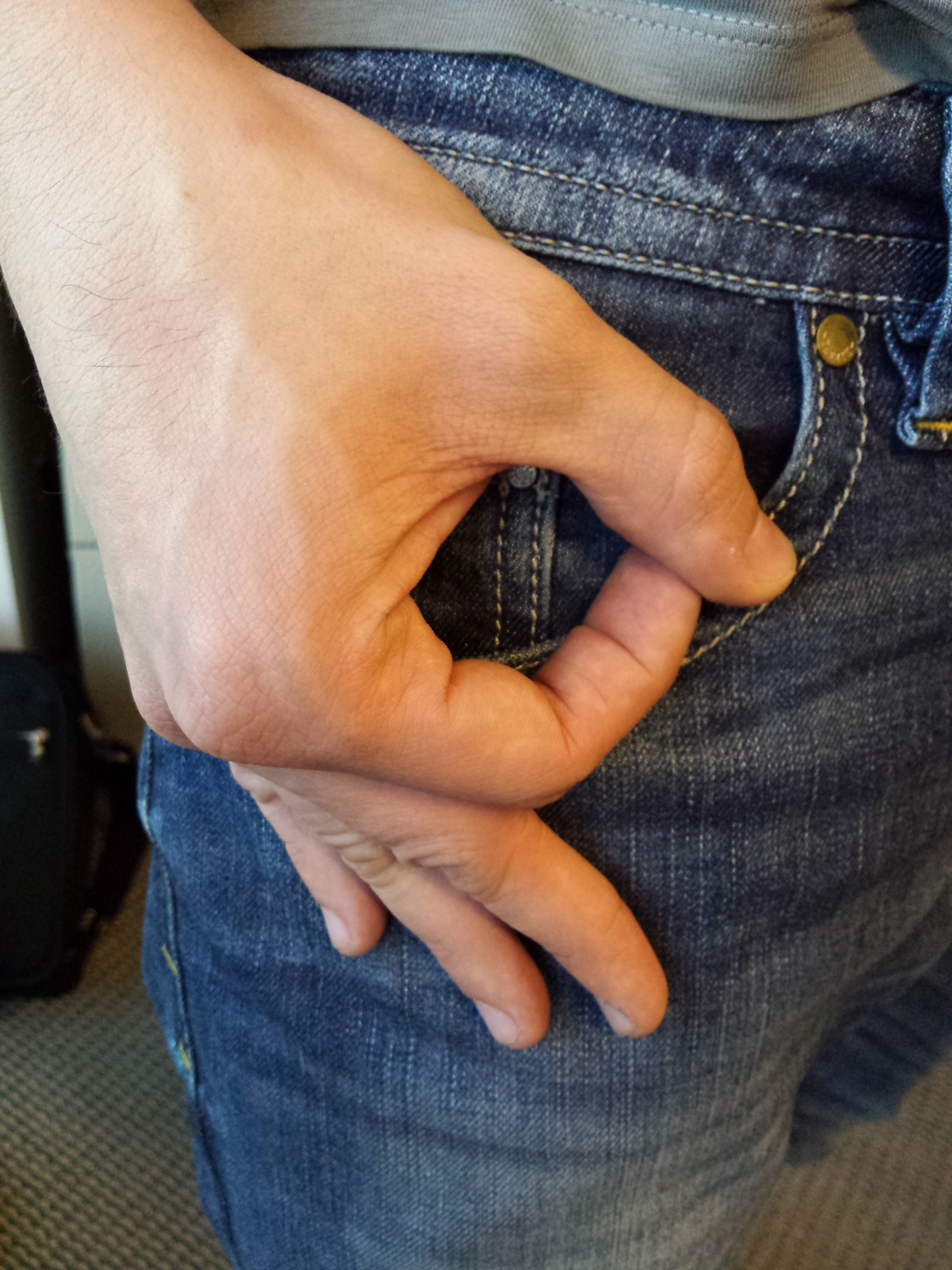
허리 아래로 원 모양을 만들며 써클 게임을 하고 있는 모습

1970년대부터 OK 사인은 유명한 학교 장난인 "써클 게임"(circle game)의 제스처가 되었다. 이 게임을 시작하는 사람은 허리 아래로 원 모양을 만들게 하여 상대방이 보게한다. 만약 다른 사람이 그것을 보면, 제스처를 한 사람은 본 사람이 팔을 때린다. 원을 보지 않고 검지를 넣으면 제스처를 취한 사람을 때릴 수 있는 변형의 규칙도 존재한다. 2000년 11월에 이 장난이 미국 시트콤인 말콤네 좀 말려줘의 한 일화로 나와서 인기를 끌었다.

### 백인 우월주의 상징

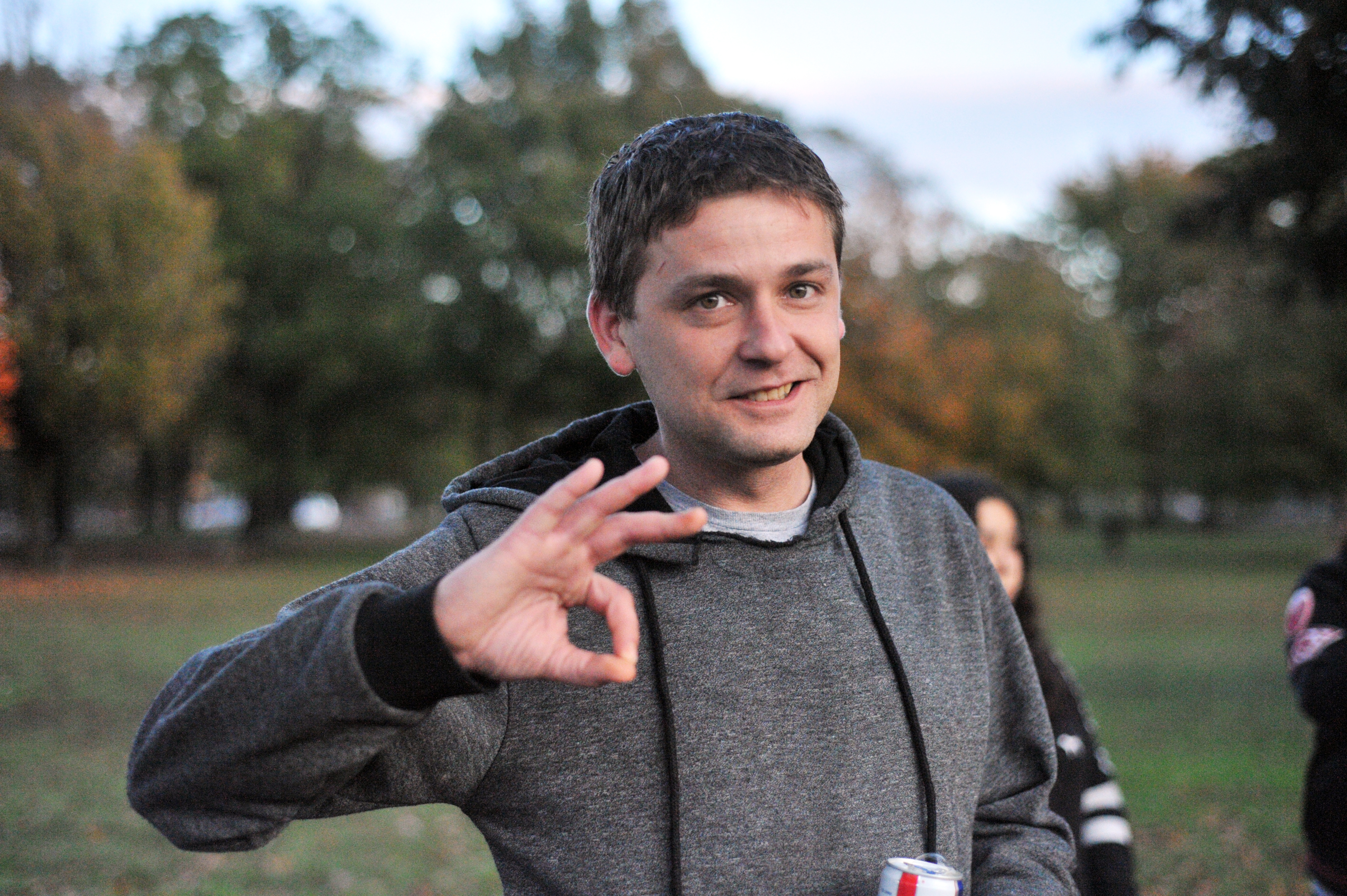
2020년 11월 프라우드 보이스의 리더인 자크 레힐

2017년, 4chan 이용자들이 농담으로 OK 사인이 백인 우월주의를 표방한다는 주장을 확산시키려 했다.보스턴 글로브에 따르면 4chan의 정치 게시판 이용자들이 2017년 2월 트위터를 비롯한 다른 소셜 미디어들에 "Operation O-KKK"(작전명 O-KKK)라는 이름 아래 OK 사인이 백인 우월주의를 나타낸다는 잘못된 정보를 퍼뜨리고자 했다.
 이러한 주장은 중지, 약지, 새끼 손가락이 W 모양을 닮았고 엄지와 검지로 만든 원 모양은 P 모양을 닮아 둘이 합쳐 "White Power"(백인 우월주의)를 상징한는 것에서 비롯되었다. 몇몇 대안우파들이 이 상징을 사용하긴 했으나, 실제로 이러한 행위가 백인 우월주의에 대한 진실된 지지인지 의도적으로 반어적인 동기를 지녔는지는 모호하다. 2017년 5월 반명예훼손연맹은 이렇게 말했다.
단순히 엄지와 검지로 만든 'OK' 사인이 일반적인 백인 우월주의 기호가 되었습니까? 정확하지는 않지만 실제 일부 백인 우월주의자를 포함한 우파와 극우 계층의 여러 사람들이 부정적인 반응을 이끌어내기 위해 사용하는 인기있는 제스처가 되었습니다. [...] 제스처가 백인 우월주의를 표방하는 다른 표시들과 함께 사용하는 경우에만 그러한 결론을 도출할 수 있습니다.

Has the simple thumb-and-forefinger 'OK' hand gesture become a common white supremacist hand sign? Not quite, but it has become a popular gesture used by people across several segments of the right and far right—including some actual white supremacists—who generally use it to trigger reactions. [...] Only if the gesture occurs in context with other clear indicators of white supremacy can one draw that conclusion.

## 다른 의미

### 정치적 의미

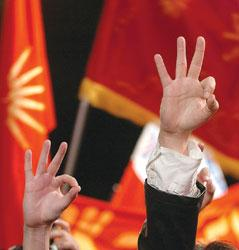
베르기나의 태양을 배경으로 한 통일 마케도니아 경례

유럽의 발칸반도지역에서 OK 사인은 통일 마케도니아의 민족통일주의 운동을 지향하는 제스처로 일명 "통일 마케도니아 경례"(United Macedonia Salute)라고 한다. 국수주의인 마케도니아인들에게 엄지와 검지로 만든 O는 마케도니아 단어로Обединета (Obedineta, "통일"을 뜻함.)를 뜻하고 나머지 세 손가락들은 통일 마케도니아와 분쟁이 있는 그리스 북쪽, 불가리아 남서쪽, 북마케도니아을 상징한다. 또한, 통합 마케도니아 경례는 고대 마케도니아 왕국의 상징인 베르기나의 태양과 비슷하다. 1980년대 베르기나의 태양과 통합 마케도니아 경례는 마케도니아인들 사이에서 유명해졌고, 베르기나의 태양은 1992년 마케도니아가 유고슬라비아로부터 독립하면서 마케도니아의 깃발에 쓰였다. 3년 후에 그리스의 경제 제재로 인하여 깃발의 도안은 바뀌게 되었다. 통합 마케도니아 경례는 아직도 그리스와 불가리아에 거주하는 국수주의 마케도니아인들 사이에서 사용되고 있다.

### 신체 검사
OK 사인은 의사들이 앞뼈사이신경의 기능을 시험하고 손의 정중신경 마비를 검사할 때 사용된다. 만약 원 모양이 다른 손으로 만든 원 모양보다 더 작거나 힘이 없으면 이는 신경이 쇠약해졌음을 보여준다.
비슷한 신체 검사로 프로멘트 징후로 불리는 척골신경의 마비를 알아보는 검사가 있다. 환자는 엄지와 검지로 종이 한 장을 쥐고 의사는 환자의 종이를 빼면서 검사를 진행한다. 만약 척골신경의 마비가 있다면 환자는 종이를 계속 잡지 못하고 엄지에 더 많은 압력을 줄 것이다.

### 기업 로고
OK 사인은 많은 기업들의 로고에 사용되었다. 인도의 피라말 그룹, 바라트 석유 등이 OK 사인을 사용한다.

### 3점슛
NBA 선수 등 많은 농구인들은 3점슛 세리머니로 OK 사인을 사용한다.

## 같이 보기
- Okay
- 엄지손가락 (제스처)